# Чемпионат Европы по лёгкой атлетике 2018 — эстафета 4×100 метров (женщины)
Соревнования в эстафете 4×100 метров у женщин на чемпионате Европы по лёгкой атлетике 2018 года прошли 12 августа в Берлине на Олимпийском стадионе.
К соревнованиям были допущены 16 сильнейших сборных Старого Света, определявшиеся по сумме двух лучших результатов, показанных в период с 1 января 2017 года по 22 июля 2018 года.
Действующим чемпионом Европы в эстафете 4×100 метров являлась сборная Нидерландов.

## Медалисты
| Золото                                                                                            | Серебро                                                                           | Бронза                                                                         |
| Великобритания · Аша Филип · Имани-Лара Лансикот · Бьянка Уильямс · Дина Эшер-Смит · Дэрилл Нейта | Нидерланды · Дафне Схипперс · Марие ван Хюненстейн · Ямиле Самуэль · Наоми Седней | Германия · Лиза Мари Квайе · Джина Люккенкемпер · Татьяна Пинту · Ребекка Хазе |

## Рекорды
До начала соревнований действующими были следующие рекорды.
| Мировой рекорд                   | США · Тианна Мэдисон · Эллисон Феликс · Бьянка Найт · Кармелита Джетер          | 40,82 | Лондон, Великобритания | 10 августа 2012 |
| Рекорд Европы                    | ГДР · Зильке Гладиш · Сабина Ригер · Ингрид Ауэрсвальд · Марлис Гёр             | 41,37 | Канберра, Австралия    | 6 октября 1985  |
| Рекорд чемпионатов Европы        | ГДР · Зильке Мёллер · Катрин Краббе · Керстин Берендт · Сабина Гюнтер           | 41,68 | Сплит, Югославия       | 1 сентября 1990 |
| Лучший результат сезона в мире   | Университет штата Луизиана Микия Бриско Кортни Джонсон Рейчел Мишер Алейя Хоббз | 42,05 | Ноксвилл, США          | 13 мая 2018     |
| Лучший результат сезона в Европе | Швейцария · Айла Дель Понте · Сара Атшо · Муджинга Камбунджи · Саломе Кора      | 42,29 | Лозанна, Швейцария     | 5 июля 2018     |

## Расписание
| Дата            | Время | Раунд соревнований     |
| --------------- | ----- | ---------------------- |
| 12 августа 2018 | 19:20 | Предварительные забеги |
| 12 августа 2018 | 21:20 | Финал                  |

Время местное (UTC+2:00)

## Результаты
Обозначения: Q — Автоматическая квалификация | q — Квалификация по показанному результату | WR — Мировой рекорд | ER — Рекорд Европы | CR — Рекорд чемпионатов Европы | NR — Национальный рекорд | NU23R — Национальный рекорд среди молодёжи | WL — Лучший результат сезона в мире | EL — Лучший результат сезона в Европе | SB — Лучший результат в сезоне | DNS — Не стартовали | DNF — Не финишировали | DQ — Дисквалифицированы

### Предварительные забеги
Квалификация: первые 3 команды в каждом забеге (Q) плюс 2 лучших по времени (q) проходили в финал.
| Место | Команда                                                                                              | Забег | Результат | Примечания |
| ----- | --- | ----- | --------- | ---------- |
| 1     | Великобритания (Аша Филип, Имани-Лара Лансиквот, Бьянка Уильямс, Дэрилл Нейта)                       | 1     | 42,19     | Q, EL      |
| 2     | Германия (Лиза Мари Квайе, Джина Люккенкемпер, Татьяна Пинту, Ребекка Хазе)                          | 2     | 42,34     | Q          |
| 3     | Швейцария (Айла Дель Понте, Сара Атшо, Муджинга Камбунджи, Саломе Кора)                              | 2     | 42,62     | Q          |
| 4     | Нидерланды (Дафне Схипперс, Марие ван Хюненстейн, Ямиле Самуэль, Наоми Седней)                       | 1     | 42,62     | Q, SB      |
| 5     | Франция (Орланн Омбисса-Дзанге, Стелла Акакпо, Дженнифер Гале, Кароль Заи)                           | 1     | 43,06     | Q, SB      |
| 6     | Польша (Камила Циба, Анна Келбасиньская, Мартина Котвила, Ева Свобода)                               | 1     | 43,20     | q, SB      |
| 7     | Испания (Мария Исабель Перес, Эстела Гарсия, Паула Севилья, Кристина Лара)                           | 1     | 43,38     | q          |
| 8     | Италия (Йоханелис Эррера-Абреу, Глория Хупер, Ирене Сирагуза, Одри Алло)                             | 2     | 43,74     | Q          |
| 9     | Ирландия (Джоан Хили, Фил Хили, Сиара Невилл, Джина Акпе-Мозес)                                      | 2     | 43,80     | NR         |
| 10    | Украина (Анна Плотицына, Алина Калистратова, Яна Качур, Анастасия Голенева)                          | 2     | 43,90     | SB         |
| 11    | Дания (Луиза Эстергор, Ида Карстофт, Метте Граверсгор, Матильде Крамер)                              | 2     | 44,09     | NR         |
| 12    | Чехия (Люцие Домская, Марцела Пиркова, Яна Сланинова, Клара Сейдлова)                                | 2     | 44,12     | SB         |
| 13    | Венгрия (Анастасия Нгуйен, Ева Каптур, Грета Керекеш, Лука Козак)                                    | 1     | 44,15     |            |
| 14    | Греция (Григория-Эммануэла Керамида, Елизавета Песириду, Рафаилия Спанудаки-Хацирига, Корина Полити) | 1     | 44,48     | SB         |
| 15    | Швеция (Клаудия Пейтон, Ханна Адрианссон-Нордберг, Малин Стрём, Элин Эстлунд)                        | 2     | 44,51     | SB         |

### Финал

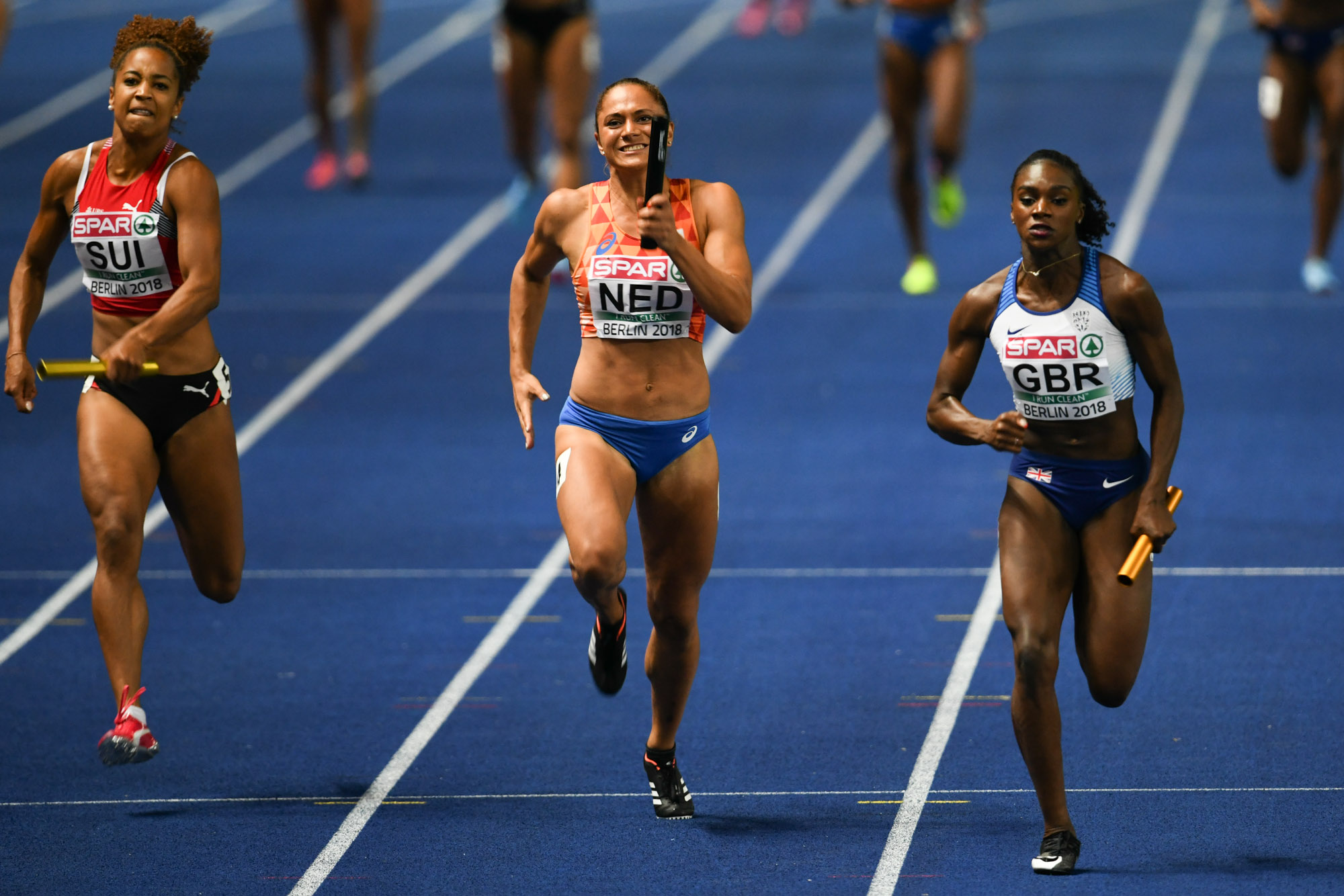
Заключительный этап (слева направо): Кора, Седней, Эшер-Смит
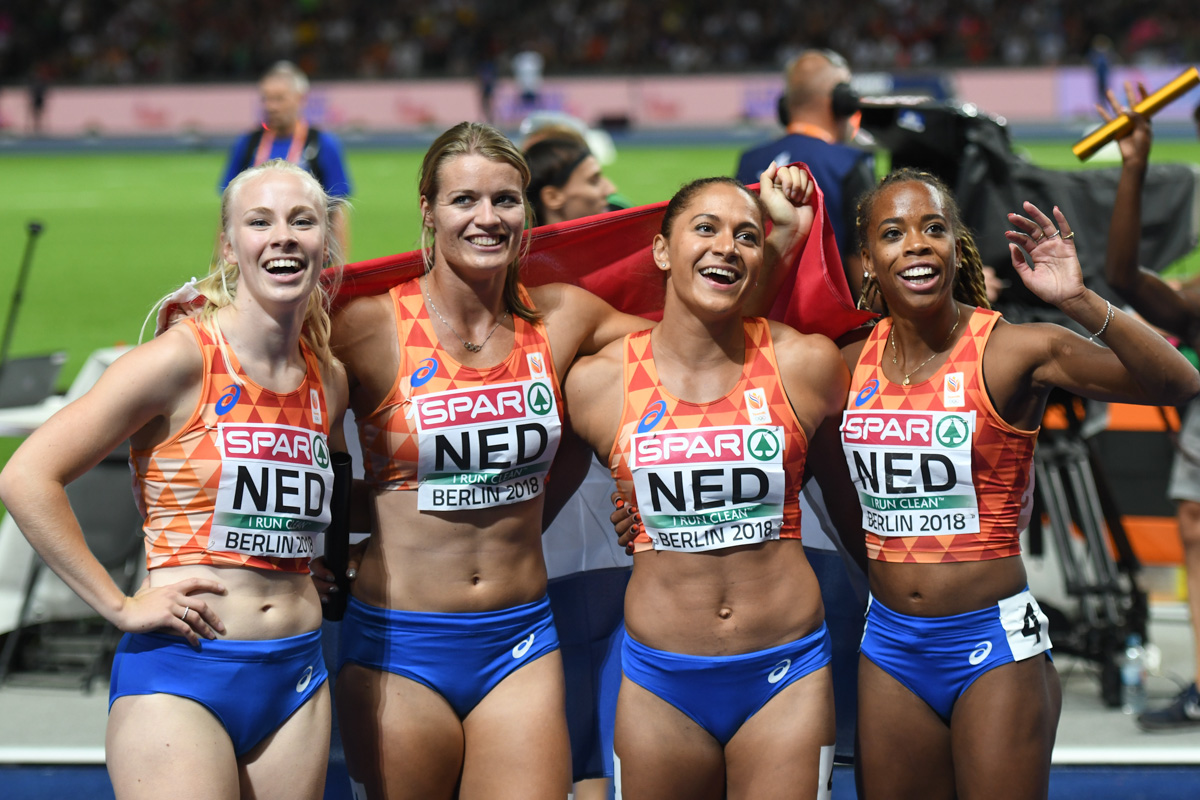
Серебярные призёрки из Нидерландов (слева направо): ван Хюненстейн, Схипперс, Седней, Самуэль

Финал в эстафете 4×100 метров у женщин состоялся 12 августа 2018 года. Дина Эшер-Смит стала шестым легкоатлетом (и пятой женщиной), выигравшей три золотые медали на одном чемпионате Европы. К успехам на дистанциях 100 и 200 метров она добавила победу в эстафете, где бежала за сборную Великобритании на четвёртом этапе. К началу её финишного отрезка на первое место претендовали четыре команды, но более высокий класс Эшер-Смит принёс британкам золото. Чемпионки 2016 года из Нидерландов финишировали вторыми, третье место заняла Германия.
| Место | Команда                                                                          | Результат | Примечания |
| ----- | -------------------------------------------------------------------------------- | --------- | ---------- |
| 1     | Великобритания (Аша Филип, Имани-Лара Лансиквот, Бьянка Уильямс, Дина Эшер-Смит) | 41,88     | WL         |
| 2     | Нидерланды (Дафне Схипперс, Марие ван Хюненстейн, Ямиле Самуэль, Наоми Седней)   | 42,15     | SB         |
| 3     | Германия (Лиза Мари Квайе, Джина Люккенкемпер, Татьяна Пинту, Ребекка Хазе)      | 42,23     | SB         |
| 4     | Швейцария (Айла Дель Понте, Сара Атшо, Муджинга Камбунджи, Саломе Кора)          | 42,30     |            |
| 5     | Франция (Орланн Омбисса-Дзанге, Стелла Акакпо, Дженнифер Гале, Кароль Заи)       | 43,10     |            |
| 6     | Польша (Камила Циба, Анна Келбасиньская, Мартина Котвила, Ева Свобода)           | 43,34     |            |
| 7     | Италия (Йоханелис Эррера-Абреу, Глория Хупер, Ирене Сирагуза, Одри Алло)         | 43,42     | SB         |
| 8     | Испания (Мария Исабель Перес, Эстела Гарсия, Паула Севилья, Кристина Лара)       | 43,54     |            |